# Hernani (personnage)
Pour les articles homonymes, voir Hernani (homonymie).
Jean d’Aragon dit Hernani est un brigand, duc, marquis, comte et vicomte espagnol né vers 1499 et mort d’empoisonnement à vingt ans, vers la fin de l’an 1519. Il est le héros romantique de la pièce éponyme de Victor Hugo présentée pour la première fois le 25 février 1830 à la Comédie-Française et publiée la même année.

## Biographie

### Enfance
Issu d’une grande famille de la noblesse espagnole, Hernani peut par son rang prétendre aux titres de duc de Seborge, de Cardona, marquis de Montroy, comte Albatera, vicomte de Gor mais aussi de grand maître d’Avis, ville portugaise. Mais à la suite de la condamnation à mort par décapitation de son père par une famille ennemie, les Castille, il naît en exil. Le fils de l’assassin, Don Carlos, qui accède au pouvoir, devient son ennemi juré.
« Le ciel m’a fait duc et l’exil montagnard » expliquera t-il à Dona Sol (I,2). Enfant, il grandit dans la région Catalogne dans le plus grand dénuement et la pauvreté : « Je fuyais pieds nus dans les bois » racontera t-il jeune homme. Il n’a pour richesse que l’ « air, l’eau et le jour » (I,2) que lui ont confié dame Nature.
Le terme « pâtre » employé à plusieurs reprises pour le désigner revêt d’ailleurs un caractère péjoratif dans la bouche de ses détracteurs. Dans cette région sauvage, ce « lion de la montagne » prend la tête d’une bande de « trois mille braves » montagnards, âgés de vingt à soixante ans (IV, 1). Cela lui vaudra le surnom de « chef de bohémiens´ » auprès du roi Don Carlos. La haine entre les deux familles rivales ne s’est d’ailleurs pas éteinte, elle est vivace depuis trente ans et perpétuée par les deux fils. Sali, Hernani se dit prêt à mourir pour venger l’honneur de son père.
C’est ainsi que s’ouvre la pièce, Hernani poursuivant ce dessein dramatique.

### Maturité
Il est mentionné pour la première fois dans la pièce par Dona Josefa, qui le surnomme « seigneur Hernani » lorsqu’elle croit le voir arriver dans la scène d’ouverture (I,1). Les deux tourtereaux entretiennent en effet une relation amoureuse, alors que Dona Sol est promise à son oncle, le vieux duc de Pastrana Ruy de Gomez. Hernani, de retour après une longue absence, est surpris par Don Carlos, caché dans l’armoire depuis la première scène. Amoureux l’un et l’autre de la douce Dona Sol, ils croisent le fer. Mais l’arrivée du duc Ruy de Gomez met fin au combat. 
C’est donc un triangle amoureux qui se construit, et que résumera très bien la réplique de Don Ricardo à la scène 1 de l'Acte V : « Écoutez l’histoire que voici : Trois galants, un bandit que l’échafaud réclame. / Puis un duc, puis un roi, d’un même cœur de femme /Font le siège à la fois. – L’assaut donné qui l’a ? / C’est le bandit. »

### Vers le succès

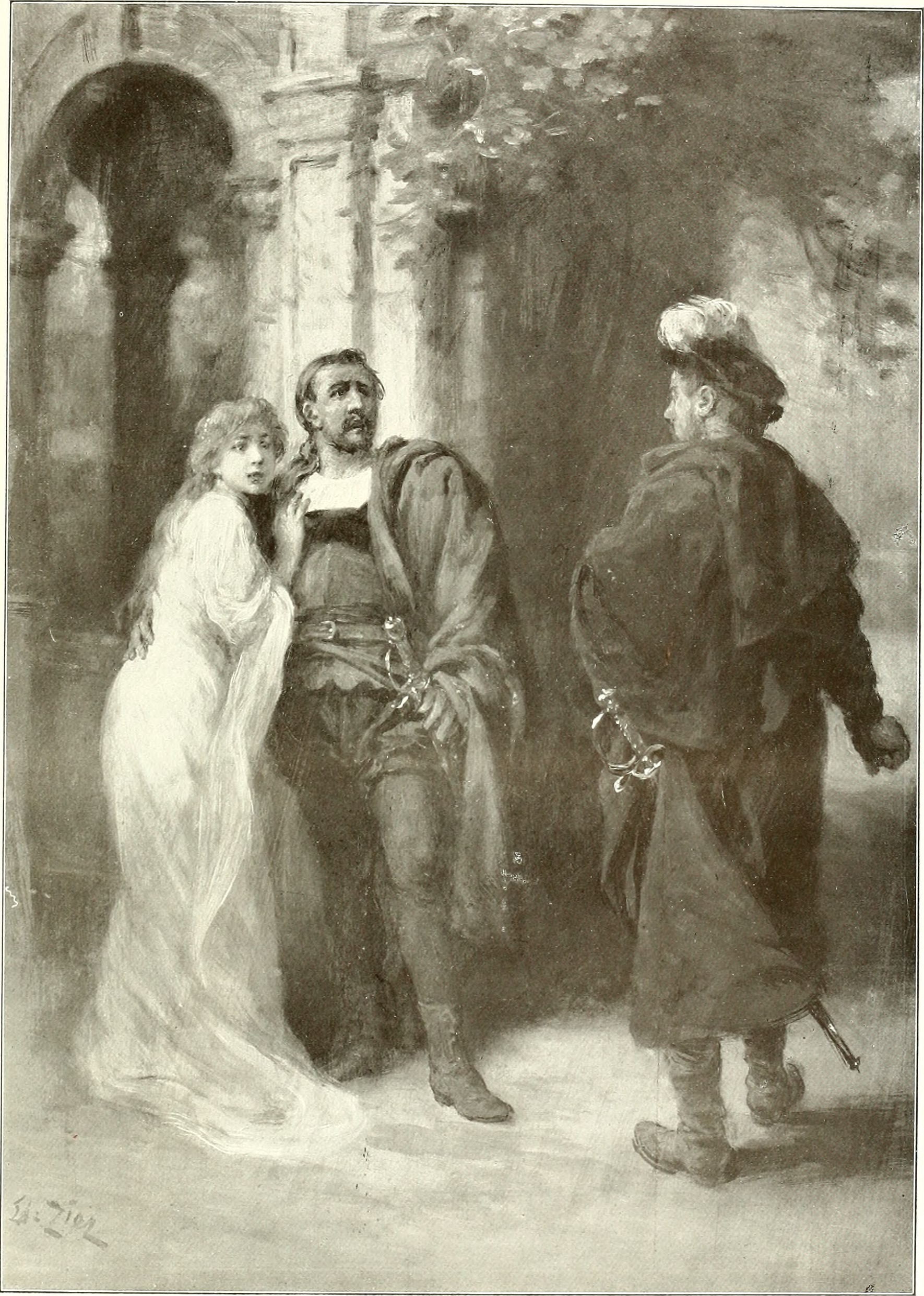
Gravure représentant Hernani et Dona Sol surpris par Don Carlos.

Irrité par l’attitude de Don Carlos, qui a tenté d’enlever Dona Sol en se faisant passer pour lui, Hernani le provoque en duel. Mais par dignité, il laisse son vieux rival partir. Poursuivi par les troupes du roi, Hernani, homme amoureux en fuite est supposé mort et sa troupe dissoute. (III, 2). La « tête d’Hernani vaut mille écus du roi / Pour l’instant » déclare le page, qui s’empresse d’ajouter « Mais on dit qu’il est mort ». Il se cache en réalité sous un costume de pèlerin et s’est réfugié chez Don Ruy Gomez. Lorsqu’il apprend le mariage de celui-ci avec Dona Sol, il choisit de révéler son nom. 
Don Ruy Gomez, respectant les lois d’hospitalité cache Hernani en apprenant la venue de Don Carlos. Celui-ci, suspicieux fouille le château en vain et emmène Dona Sol. Hernani, pourtant redevable de son hôte, s’empresse de lui apprendre l’amour que Don Carlos porte pour sa bien-aimée. Un pacte est conclu entre les deux hommes : Hernani ira libérer la jeune femme mais il devra se faire tuer par Don Ruy Gomez dès qu’il entendra le son du cor.

### ErosetThanatos
Deux mois plus tard, Hernani est l’un des conjurés d’un complot contre le futur empereur Don Carlos. Désigné par tirage au sort pour tuer le monarque, il révèle à l’assemblée sa véritable identité, son titre et son rang. Finalement, Don Carlos consent à le laisser épouser Dona Sol. Hernani est heureux et ne cesse de le clamer.
A Saragosse, les noces ont lieu. Les amants sont ravis mais la promesse funèbre d’Hernani faite à Don Ruy Gomez lui est rappelée par le son du cor « lointain dans l’ombre ». Lorsque celui-ci retentit, Hernani éloigne Dona Sol. Il espère jusqu’aux derniers instants s’être trompé, mais entre le fer et le poison que lui propose le masque en domino noir, il choisit le poison. Dona Sol s’en empare et le boit, désespéré il partage son sort et meurt.

## Caractéristiques du personnage

### Portrait physique

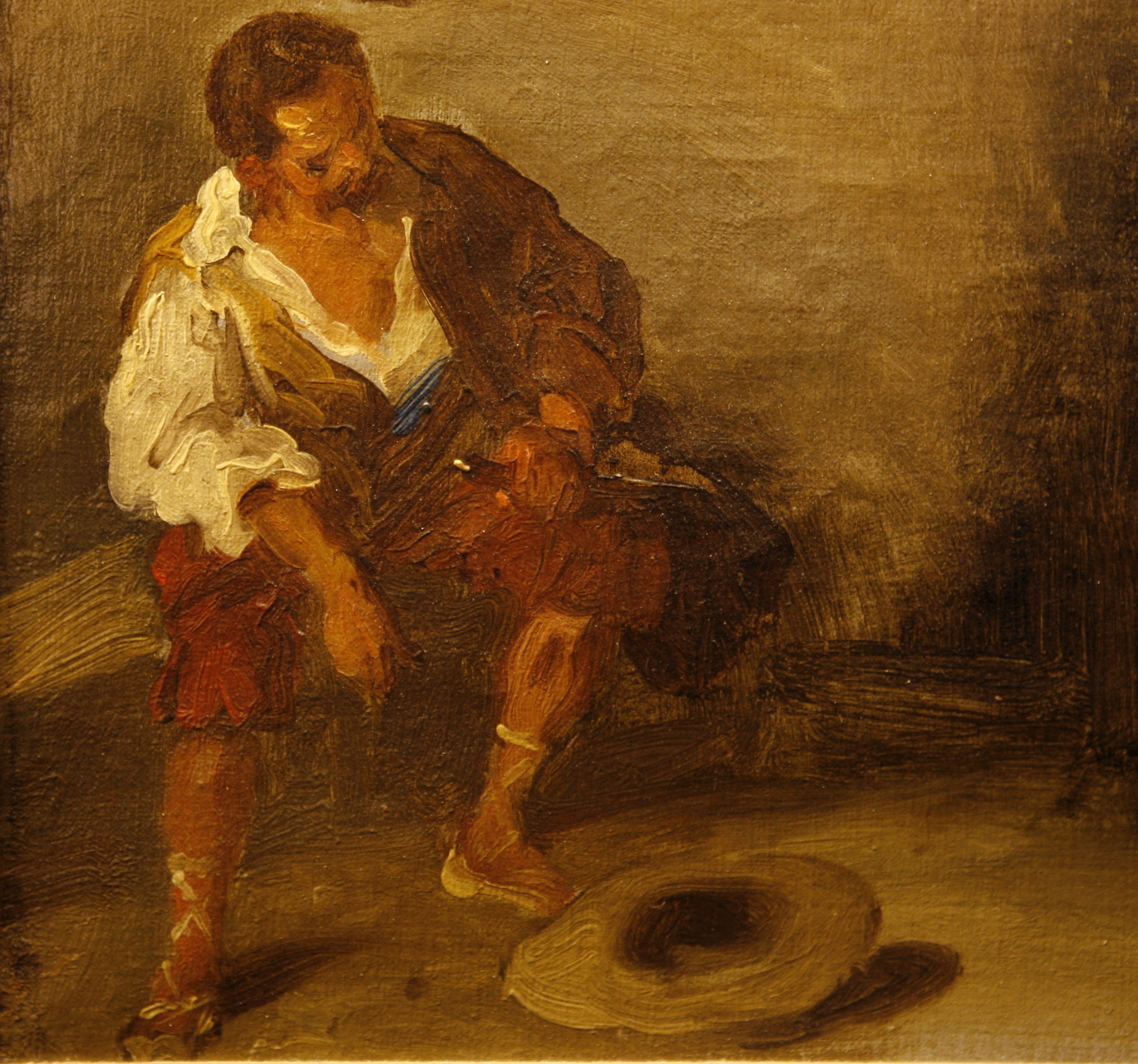
Hernani représenté sur un tableau de Louis Boulanger.

Le portrait physique d’Hernani s’affine tout au long de la pièce. Décrit par Don Carlos comme étant un « cavalier jeune, sans barbe et sans moustache encore » (I, 1), il est âgé de vingt ans quand débute l’intrigue. Son costume revêt une grande importance. Il se dissimule d’abord sous une ample cape et un grand chapeau à bords relevés, tel Zorro. En dessous, il porte un costume de montagnard d’Aragon gris avec une cuirasse de cuir, une épée « amie innocente et fidèle », un poignard et un cor à sa ceinture. 
La perte d’armes provoque son désespoir (III, 4). Tout le personnage joue autour de la dissimulation ; il se déguise d’ailleurs en pèlerin au début de l’acte III. Dès qu’il déchire sa cape, c’est un autre homme qui se révèle, un hidalgo, un Don Quichotte. À l’inverse, lorsqu’il accroche à son cou la Toison d’Or offerte par Don Carlos et qu’il s’habille de « velours noir », il retrouve force et dignité et peut enfin se montrer au grand jour.
  Car il a un beau visage et de la prestance, Don Carlos n’hésite pas à le surnommer le « criminel à mine de galant » quand ils ne se sont pas encore réconciliés. Ses beaux cheveux noirs s’accordent avec ses yeux « étincelants » comme le soulignent plusieurs didascalies. Son regard est tantôt « froid », tantôt « luisant ». Il porte un regard acéré sur le monde qui l’entoure, où il agit à la fois en tant que spectateur et acteur.

### Personnalité

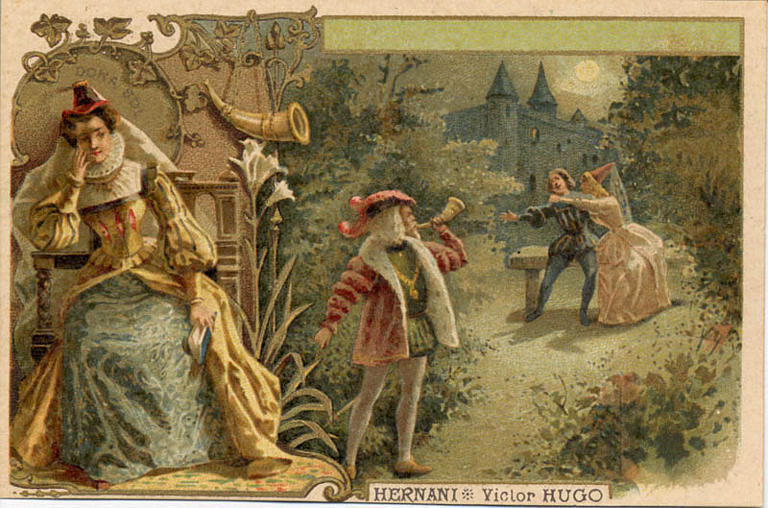
Le son du cor, donné sur ordre de Don Ruy Gomez, met fin à l'amour et fait de ce personnage une faucheuse personnifiée, qui a droit de vie et de mort sur le héros.

La personnalité d’Hernani est complexe et fluctuante. Son identité évolue sans cesse durant la pièce, Dona Sol elle-même ne connaissant pas « son rang, son âme et son destin » (I). C’est un personnage secret, qui manie l’art de la dissimulation. Il a perdu son identité propre, son père, et la pièce est son itinéraire à la recherche de ses origines. Il se qualifie lui-même de « brigand » et de « banni », mais change radicalement d’identité quand son avenir se précise, allant même jusqu’à renier cette période de sa vie : « J’efface tout, j’oublie » ou plus encore « Tu me fais souvenir que j’ai tout oublié ! / Je sais qu’il existait autrefois, dans un rêve, / Un Hernani, dont l’œil avait l’éclair du glaive, / Un homme de la nuit et des monts, un proscrit / Sur qui le mot vengeance était partout écrit ! / Un malheureux trainant après lui l’anathème / Je suis Jean d’Aragon mari de Dona Sol ! / Je suis heureux ! » (V, 3).
Car, c’est un homme du recommencement, dont « la fatalité s’accomplit » pour reprendre l’expression de Don Ruy Gomez (III, 6). Hernani se montre volontiers pessimiste : « Où vais-je, je ne sais ? » et se pose des questions sur sa destinée : «  si je m’étais trompé » se demande-t-il avant de mourir. Il sent sa mort venir dès le début de la pièce, comme s’il était voué à une fin inéluctable : « Et de flamme, et de sang, je le vois rouge au fond ! » dit-il pour évoquer son destin. La mort, pensée au début, se concrétise après les noces, avec une intensité dramatique qui va crescendo : « L’exil, les fers, la mort, l’effroi qui m’environne » (III, 4). Mais Hernani a aussi sa part de responsabilité dans cette fin : associé à la figure du vautour par Don Ricardo, il est « Agent aveugle et sourd de mystères funèbres ! Une âme de malheur fait avec des ténèbres ».
Il se montre d’ailleurs très critique à son égard, n’hésitant pas à se dire « mauvais », « violent » et « hasardeux » quand Dona Sol serait « calme et belle » (III, 5). « Tout ce qui n’est pas moi est mieux que moi ! » n’hésite t-il pas à dire, oscillant entre des phases où il est « heureux » et « malheureux ».
Cela ne l'empêche pas d’être impertinent, notamment auprès de la royauté. Il méprise ainsi la noblesse (« Crois-tu que les rois me sont sacrés ? ») , n’hésite pas à dire de Don Carlos que ce n’est « que » Charles Quint et non Charlemagne, ou à répondre de manière vive à Don Carlos qui lui demande « Et quand j’aurai le monde ? » « Alors j’aurai ta tombe » (II, 3).

### Amours
La relation amoureuse avec Dona Sol participe de la construction d’Hernani. Il sait au début de l’intrigue l’intérêt que l’on pourrait porter à Dona Sol et les jalousies que pourraient susciter leur union. Il demande à celle qu’il aime de choisir entre Don Ruy Gomez et lui. Son prénom, Jean, fait de lui un séducteur : il est nommé Don Juan de manière cynique par Don Carlos, mais dans la bouche de sa bien-aimée, l’expression prend une tournure romantique. 
« Lion superbe et généreux », le « seigneur bandit » n’hésite d’ailleurs pas à s’appuyer sur le sein de Dona Sol dans la scène 4 de l’acte II, qui se termine par un jeu de regards qui débouche sur « une extase ». En cela, Hernani incarne le jeune héros romantique, qui évolue dans un décor mauresque et possède des « tours, des donjons » et « des bastilles ». Il n’hésite pas à protéger Dona Sol de l’échafaud qui les guettent tous deux, et se résigne pour un temps à rendre un cœur qu’il ne mérite pas.
Hernani est excessivement jaloux : il s'affole d'un baiser au front donné par Don Ruy Gomez à Dona Sol (acte I, scène 2) et se montre très agressif avec Dona Sol lorsqu'il pense qu'elle est sur le point d'accepter le mariage avec le vieil homme (acte III, scène 4).

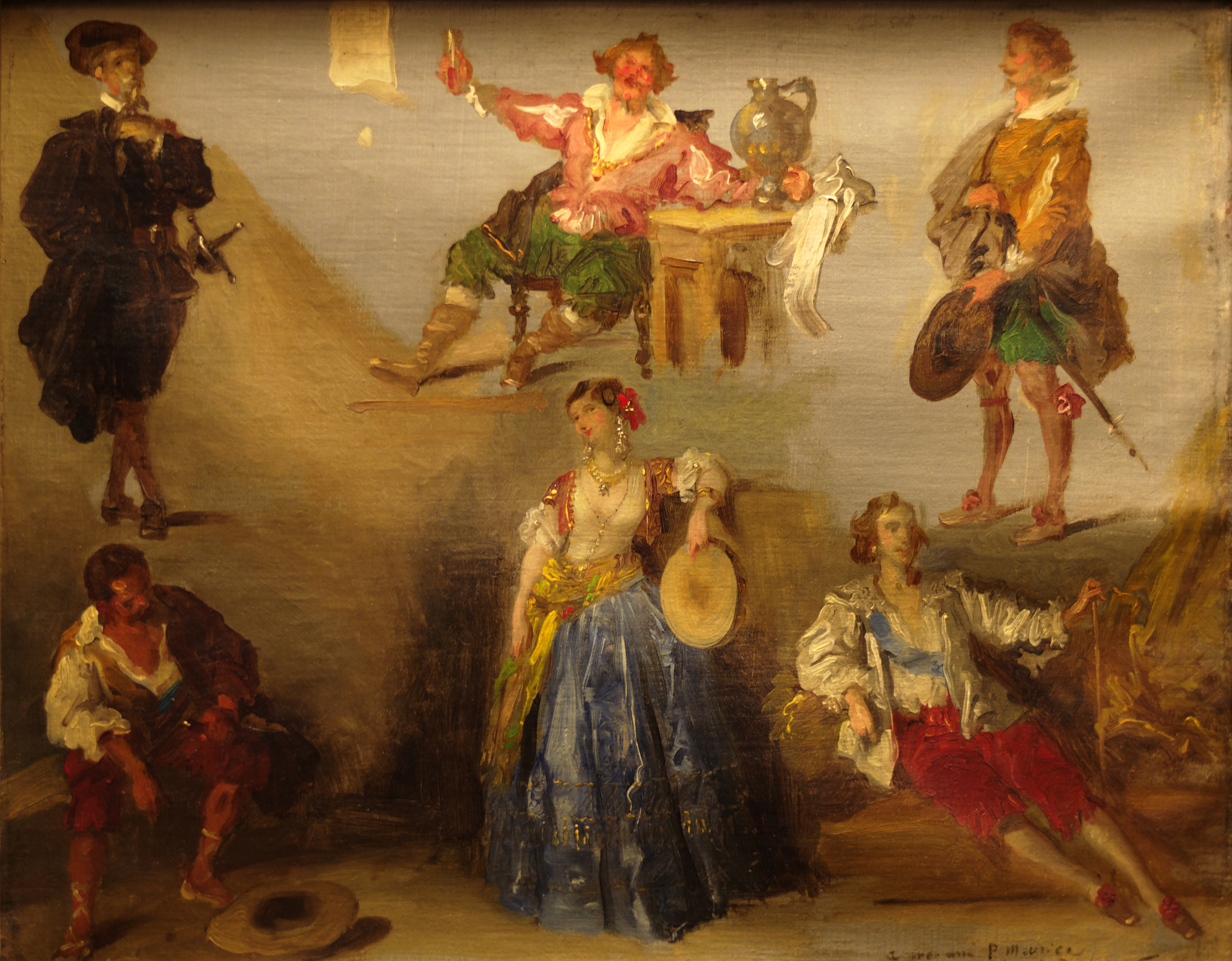
Hernani est au cœur de la pièce et des relations entre les personnages, que l'on aperçoit ici sur une peinture de Louis Boulanger.

### Rivalités politiques
Hernani, de par son statut à la fois de bandit « lion des Castilles » puis de noble, se trouve au cœur de nombreuses rivalités politiques. Dès le premier acte, il cherche à affronter en duel Don Ruy Gomez. Il essuie toutes les insultes, et est par exemple dit « rebelle empoisonneur » par Don Carlos lorsque celui-ci cherche à le débusquer dans le château de Don Ruy Gomez, ce dernier le surnommant lui-même « rude compagnon ». Mais il conserve encore ce visage ambivalent, notamment lorsque Don Ruy Gomez dit de lui que « ce n’est pas Hernani, c’est Judas qu’on le nomme ! ». Ici, la traîtrise du personnage est mise en avant. L’honneur est également au cœur de ces rivalités politiques, et va conduire le personnage à la mort tragique.

## Citations iconiques du personnage
- « Écoutez votre père a fait mourir le mien / Je vous hais. Vous avez pris mon titre et mon bien. / Je vous hais. Nous aimons tous deux la même femme. / Je vous hais, je vous hais, - oui je te hais dans l’âme ! »
- « DON CARLOS – Et quand j’aurai le monde ?  HERNANI – Alors j’aurai ta tombe. » (II, 3)
- « La vengeance est boiteuse, elle vient à pas lents, mais elle vient. » (II,3)
- « J’ai gagné ! – Je te tiens, toi que j’ai si longtemps poursuivie, vengeance ! » (IV, 3)